# ちっぽけな感傷
「ちっぽけな感傷」（ちっぽけなかんしょう）は、1974年9月1日に発売された山口百恵の6枚目のシングル。CBS・ソニーより発売された。

## 概要
表題曲「ちっぽけな感傷」は、雑誌『明星』で募集された原案をもとに千家和也が作詞し、馬飼野康二が作曲を手掛けた。馬飼野作曲によるシングル曲はこの曲のみである。アルバム『15才』にはスローなバージョンによる完全別アレンジで収録されているが、アルバムバージョンの方がシングルバージョンよりも先にレコーディングされている。
2005年にはスネオヘアーによって、トリビュート・アルバム『山口百恵トリビュート Thank You For…part2』でカヴァーされている。

## 収録曲
| 全作詞: 千家和也、全作曲・編曲: 馬飼野康二。 |                    |          |            |
| #                                            | タイトル           | 作詞     | 作曲・編曲 |
| 1.                                           | 「ちっぽけな感傷」 | 千家和也 | 馬飼野康二 |
| 2.                                           | 「清潔な恋」       | 千家和也 | 馬飼野康二 |

## 品番
- 1974年9月1日 - EP: SOLB 172（シングル）

## 関連シングル
- 1978年4月21日 - EP: 06SH 297（「GOLDEN SINGLE」 片面: ひと夏の経験）
- 1989年3月21日 - 8cmCD: 10EH 3175（「Platinum Single SERIES」 C/W: ひと夏の経験）
- 2004年5月19日 - 8cmCD: MHCL 10020（オリジナル・カラオケ、「15才」 初回紙ジャケ仕様盤）

## 関連作品
- ちっぽけな感傷
  - Best of Best 山口百恵のすべて
  - 33 SINGLES MOMOE
  - 百惠辞典
  - GOLDEN J-POP/THE BEST 山口百惠
  - GOLDEN☆BEST 山口百恵 PLAYBACK MOMOE part2
  - MOMOE PREMIUM update
  - Complete MOMOE PREMIUM
  - 山口百恵ベスト・コレクション VOL.1
  - コンプリート百恵伝説
  - GOLDEN☆BEST 山口百恵 コンプリート・シングルコレクション

- ちっぽけな感傷（新編曲）
  - 15才
  - MOMOE PREMIUM
  - Complete MOMOE PREMIUM

- ちっぽけな感傷（ライブ音源）
  - 百恵ライブ -百恵ちゃん祭りより-
  - MOMOE ON STAGE
  - MOMOE LIVE PREMIUM

- 清潔な恋
  - 15才
  - Best of Best 山口百恵のすべて
  - 百惠辞典
  - MOMOE PREMIUM
  - Complete MOMOE PREMIUM
  - コンプリート百恵伝説

## 参考資料
- 川瀬泰雄『プレイバック 制作ディレクター回想記』学研マーケティング、2011年2月。ISBN 978-4054047259。